# Birkenes
Birkenes là một đô thị ở hạt Aust-Agder, Na Uy.
Giáo khu Tveit phải chia thành hai formannskapsdistrikt vào ngày 1/1/1838 - điều này là do khu vực chính của Tveit thuộc về hạt Vest-Agder, còn phần nhập với Birkenes thuộc về hạt Aust-Agder. Các đô thị trước đây là Herefoss và Vegusdal đã được nhập với Birkenes ngày 1 tháng 1 năm 1967.
Đô thị này giáp với Kristiansand và Vennesla ở Vest-Agder và Iveland, Evje og Hornnes, Froland, Grimstad và Lillesand ở Aust-Adger.
Birkeland là trung tâm của đô thị này với khoảng 1/2 dân đô thị này sinh sống ở đó. Birkeland cách Kristiansand 30 km và cách Lillesand 13 km.

## Tên gọi
Đô thị này (ban đầu là một giáo khu) được đặt tên theo nông trang Birkenes (Norse Birkines) do nhà thờ đầu tiên đã được xây tại đó.

## Kinh tế
Nông nghiệp và nghề đồ gồ là các ngành quan trọng. Công ty Sørlandsbanen cung cấp dịch vụ đường sắt tại ga Herefoss.